# Jerzy Solon
Jerzy Solon (ur. w 1954) – polski biolog, profesor nauk o Ziemi, profesor zwyczajny w Polskiej Akademii Nauk i w Wyższej Szkole Ekologii i Zarządzania w Warszawie, specjalista w zakresie ekologii krajobrazu, geobotaniki, fitoindykacji i ekologii roślin.

## Życiorys
W latach 1973–1978 studiował na kierunku biologia środowiskowa na Wydziale Biologii Uniwersytetu Warszawskiego (praca magisterska pt. Niektóre zbiorowiska zastępcze Potentillo albae-Quercetum w okolicach Korytowa). W 2002 na podstawie dorobku naukowego oraz monografii Ocena różnorodności krajobrazu na podstawie analizy struktury przestrzennej roślinności uzyskał w Instytucie Geografii i Przestrzennego Zagospodarowania im. S. Leszczyckiego Polskiej Akademii Nauk stopień naukowy doktora habilitowanego nauk o Ziemi w dyscyplinie geografia. W 2014 prezydent RP Bronisław Komorowski nadał mu tytuł naukowy profesora nauk o Ziemi.
Został profesorem zwyczajnym w Instytucie Geografii i Przestrzennego Zagospodarowania im. S. Leszczyckiego Polskiej Akademii Nauk oraz w Wyższej Szkole Ekologii i Zarządzania w Warszawie w Wydziale Ekologii a następnie w Wydziale Architektury. Pełnił funkcję zastępcy przewodniczącego Komitetu Ekologii PAN.